# Карп (Онтарио)

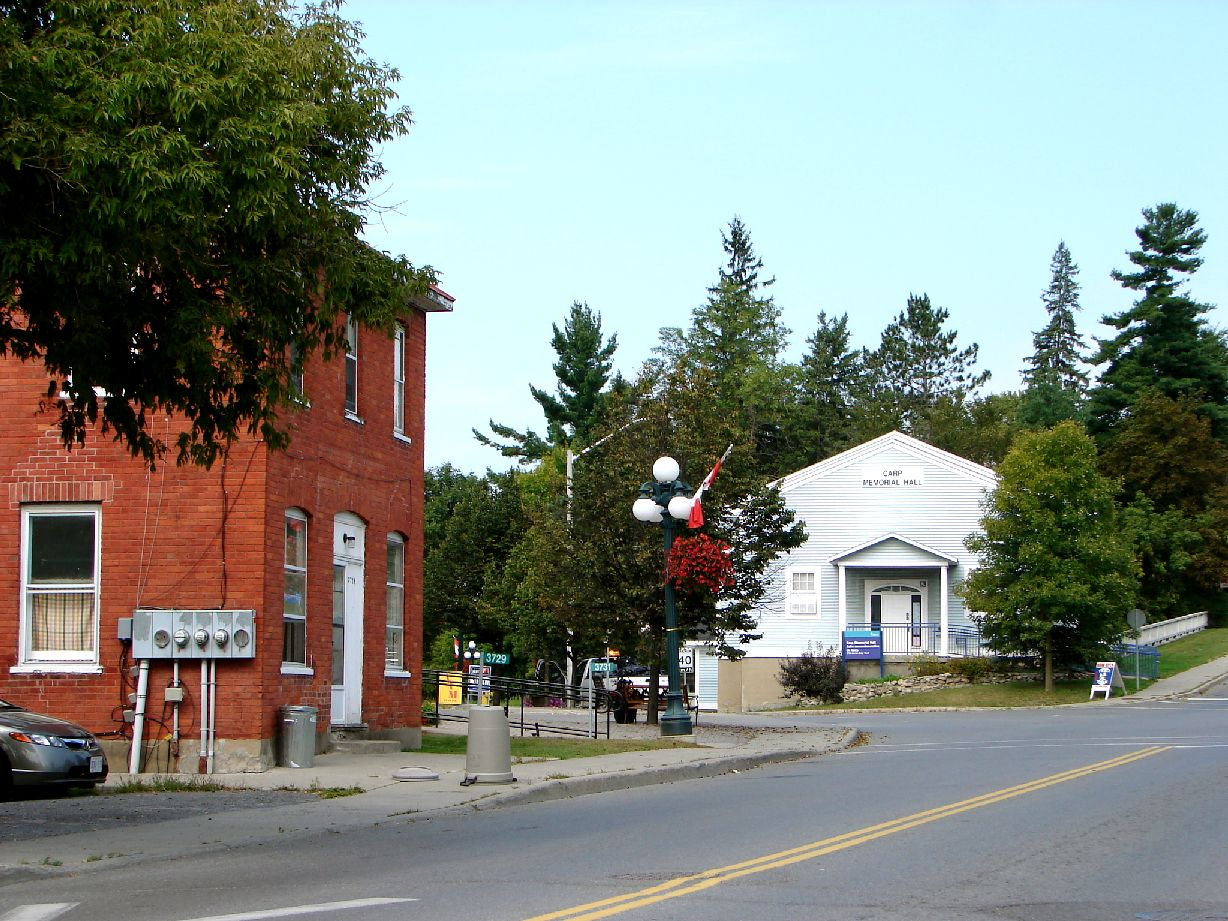
Карп (Онтарио)

Карп, англ. Carp — крупная деревня к западу от г. Оттава и административно подчинённая данному городу.

## Река Карп и название
Название деревни Карп происходит от протекающей через неё небольшой речки под тем же названием. Река была названа так в связи с изобилием в ней карпов. Особенно сильно рыбы размножились в начале XIX века, когда фермеры стали сбрасывать в реку дохлую скотину.
Строительство моста через Карп, обошедшееся в 4 млн канадских долларов, вызвало дискуссию в обществе о его целесообразности.

## География
Главная улица Карпа ранее была участком Трансканадского шоссе и принимала на себя основную часть автомобильного движения с запада провинции в Оттаву. Однако после прокладки Автомагистрали 417 шоссе прошло в обход Карпа, и в нём стало тише.
Также Карп ранее был железнодорожной станцией линии CARP, название которой расшифровывалось «Карлтон, Арнпрайор, Ренфру, Пемброк».
После слияния муниципалитетов в 2001 году Карп вошёл в состав г. Оттава. Почтовый адрес «Карп» используется для крупных территорий бывшего округа «Западный Карлтон», хотя многие улицы, формально относящиеся к данным адресам, расположены на значительном удалении от собственно Карпа.
Главной достопримечательностью Карпа является «Дифенбункер» — музей «холодной войны», созданный в бывшем правительственном ядерном убежище, изображённый в фильме «Цена страха». Среди прочих достопримечательностей: крупный фермерский рынок, который проводится каждую субботу с мая по октябрь, а также Карпская Ярмарка (Carp Fair), проводящаяся ежегодно с 1880 г. в сентябре и привлекающая людей из многих других мест.
В Карпе имеется 3 школы. Также к югу от Карпа расположен Аэропорт Карп-Оттава (en:Ottawa/Carp Airport) — ранее военный, ныне всё чаще используется для частных полётов.